# Pachyprosopis cornuta
Pachyprosopis cornuta là một loài Hymenoptera trong họ Colletidae. Loài này được Exley mô tả khoa học năm 1972.